# Lijst van nummer 1-hits in Ierland in 2013
Deze hits stonden in 2013 op nummer 1 in de Ierse Single Top 100, de bekendste hitlijst in Ierland.
| Datum        | Artiest                       | Titel                              |
| ------------ | ----------------------------- | ---------------------------------- |
| 3 januari    | James Arthur                  | Impossible                         |
| 10 januari   | James Arthur                  | Impossible                         |
| 17 januari   | will.i.am & Britney Spears    | Scream & Shout                     |
| 24 januari   | will.i.am & Britney Spears    | Scream & Shout                     |
| 31 januari   | will.i.am & Britney Spears    | Scream & Shout                     |
| 7 februari   | will.i.am & Britney Spears    | Scream & Shout                     |
| 14 februari  | Macklemore, Ryan Lewis & Wanz | Thrift Shop                        |
| 21 februari  | One Direction                 | One Way or Another (Teenage Kicks) |
| 28 februari  | Passenger                     | Let Her Go                         |
| 7 maart      | Passenger                     | Let Her Go                         |
| 14 maart     | Passenger                     | Let Her Go                         |
| 21 maart     | Kodaline                      | High Hopes                         |
| 28 maart     | Kodaline                      | High Hopes                         |
| 4 april      | P!nk & Nate Ruess             | Just Give Me a Reason              |
| 11 april     | Bastille                      | Pompeii                            |
| 18 april     | Bastille                      | Pompeii                            |
| 25 april     | Daft Punk & Pharrell Williams | Get Lucky                          |
| 2 mei        | Daft Punk & Pharrell Williams | Get Lucky                          |
| 9 mei        | Daft Punk & Pharrell Williams | Get Lucky                          |
| 16 mei       | Robin Thicke, T.I. & Pharrell | Blurred Lines                      |
| 23 mei       | Robin Thicke, T.I. & Pharrell | Blurred Lines                      |
| 30 mei       | Robin Thicke, T.I. & Pharrell | Blurred Lines                      |
| 6 juni       | Robin Thicke, T.I. & Pharrell | Blurred Lines                      |
| 13 juni      | Robin Thicke, T.I. & Pharrell | Blurred Lines                      |
| 20 juni      | Robin Thicke, T.I. & Pharrell | Blurred Lines                      |
| 27 juni      | Robin Thicke, T.I. & Pharrell | Blurred Lines                      |
| 4 juli       | Avicii                        | Wake Me Up                         |
| 11 juli      | Avicii                        | Wake Me Up                         |
| 18 juli      | Avicii                        | Wake Me Up                         |
| 25 juli      | Avicii                        | Wake Me Up                         |
| 1 augustus   | Avicii                        | Wake Me Up                         |
| 8 augustus   | Avicii                        | Wake Me Up                         |
| 15 augustus  | Avicii                        | Wake Me Up                         |
| 22 augustus  | Katy Perry                    | Roar                               |
| 29 augustus  | Finbar Furey                  | The Last Great Love Song           |
| 5 september  | Katy Perry                    | Roar                               |
| 12 september | Katy Perry                    | Roar                               |
| 19 september | Katy Perry                    | Roar                               |
| 26 september | Katy Perry                    | Roar                               |
| 3 oktober    | Katy Perry                    | Roar                               |
| 10 oktober   | Lorde                         | Royals                             |
| 17 oktober   | Birdy                         | Wings                              |
| 24 oktober   | Lorde                         | Royals                             |
| 31 oktober   | One Direction                 | Story of My Life                   |
| 7 november   | Eminem & Rihanna              | The Monster                        |
| 14 november  | Eminem & Rihanna              | The Monster                        |
| 21 november  | Lily Allen                    | Somewhere Only We Know             |
| 28 november  | Lily Allen                    | Somewhere Only We Know             |
| 5 december   | Lily Allen                    | Somewhere Only We Know             |
| 12 december  | Lily Allen                    | Somewhere Only We Know             |
| 19 december  | Sam Bailey                    | Skyscraper                         |
| 26 december  | Sam Bailey                    | Skyscraper                         |